# Asymbolus pallidus
Asymbolus pallidus és una espècie de peix de la família dels esciliorrínids i de l'ordre dels carcariniformes.

## Morfologia
- Els mascles poden assolir 43,9 cm de longitud total.[4]

## Hàbitat
És un peix marí que viu entre 225-402 m de fondària.

## Reproducció
És ovípar.

## Distribució geogràfica
Es troba a Queensland (Austràlia).